# Piatra Craivii
Pe locul numit Piatra Craivii (sat Craiva, comuna Cricău, județul Alba) se găsesc vestigiile unei cetăți și ale unei așezări a dacilor din secolele II î.C. - I d.C. (incintă de piatră și sanctuare). Aceasta este clasată în lista monumentelor istorice din județul Alba cu cod LMI AB-I-s-A-00028.

## Galerie de imagini

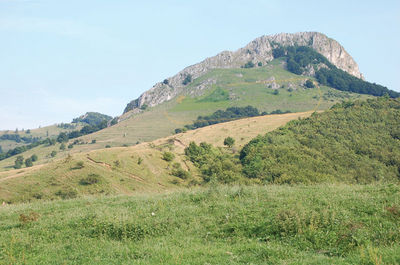
Piatra Craivii
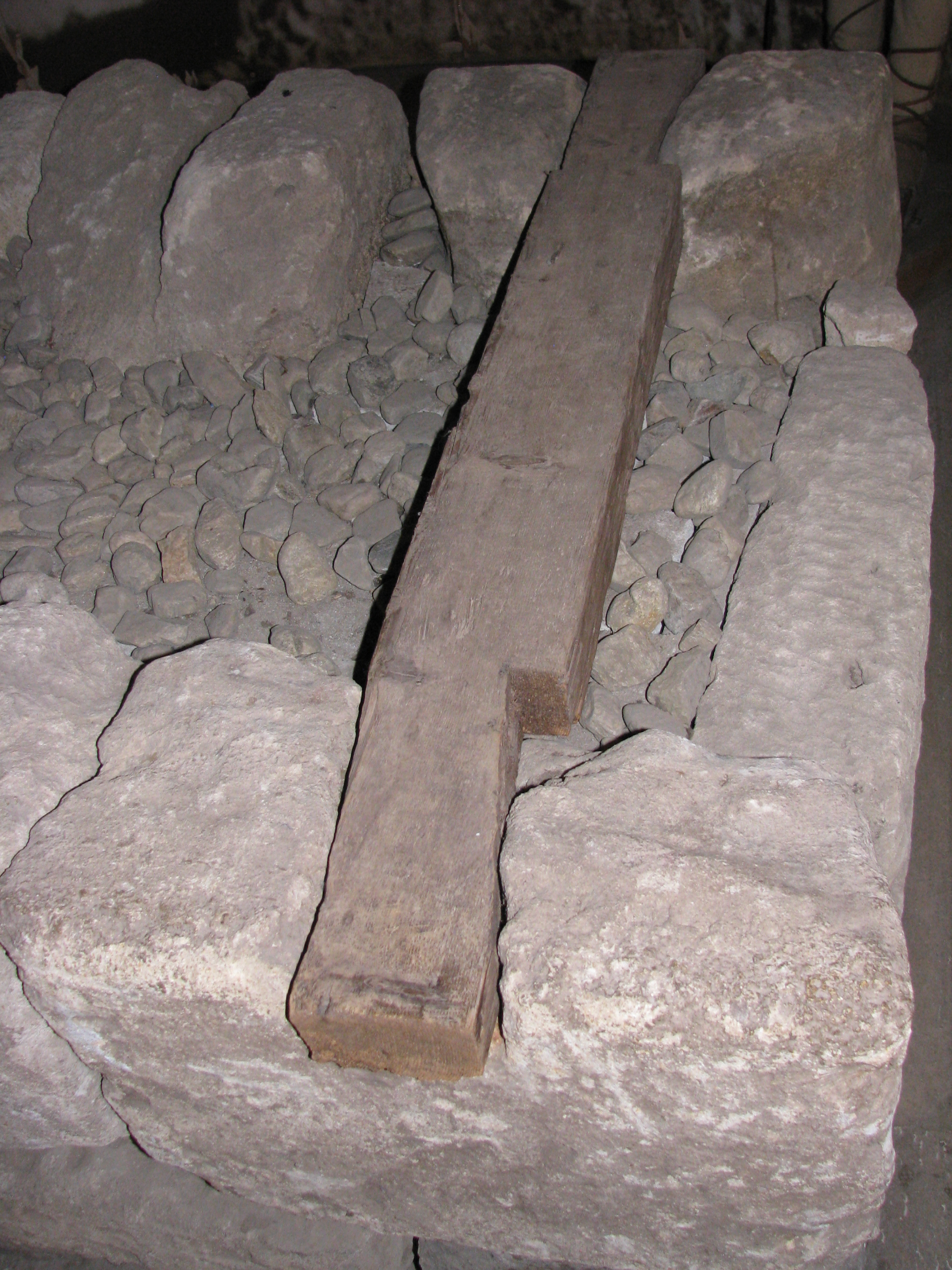
Fragment din zidul cetăţii dacice de la Piatra Craivii (Muzeul Naţional al Unirii Alba Iulia)
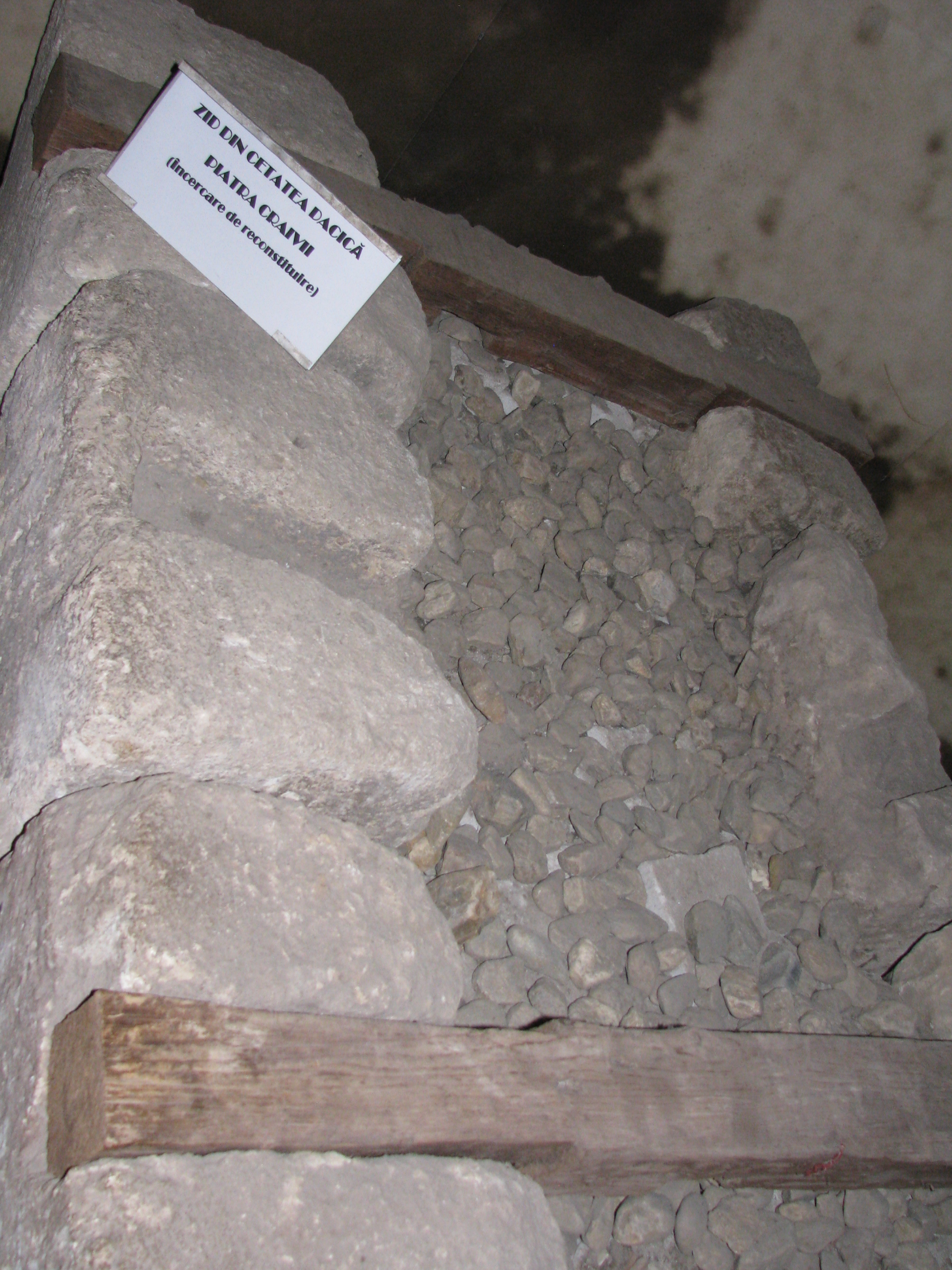
Fragment din zidul cetăţii dacice de la Piatra Craivii (Muzeul Naţional al Unirii Alba Iulia)